# Aşağıerhacı, Iğdır
Aşağıerhacı là một xã thuộc thành phố Iğdır, tỉnh Iğdır, Thổ Nhĩ Kỳ. Dân số thời điểm năm 2011 là 3.791 người.